# MetaStream
MetaStream est l'une des premières technologies pour la modélisation et la photo 3D sur Internet. Elle a été mise au point par le physicien russe Alexander Arkadyevich Migdal, exilé aux États-Unis en 1988.
Développé antérieurement, MetaSream est la propriété de MetaCreations (en) depuis 1997. C'est-à-dire une SS2I américaine créée la même année par la fusion de Fractal Design Corporation (rachetée par MetaTools en 1995), Ray Dream, Specular et Real Time Geometry Lab (RTG). À force de fusions et autres en bourse, l'entreprise deviendra définitivement Viewpoint Corporation en 2008.

## Fonctionnement
Le logiciel prend en charge une série de photographies pour en faire un seul et unique fichier en 3D. Outre l'aspect logiciel, il y a des considérations matérielles : un plateau tournant avec un appareil photo numérique (ça coûtait très cher à l'époque) équipé d'un déclencheur qui s'active à fréquences régulières. Le langage du MetaStream est un langage propriétaire.
Ce langage repose sur le langage XML. Les coordonnées des objets ainsi que leur modélisation y sont décrites ce qui fait que lesdits objets sont visuellement apairés au contenu HTML sans être un élément du code de la page (à l'instar d'une CSS). Dans le cas du Metastream, les modélisations sont donc incluses dans une couche transparente au-dessus de la page HTML dont les balises du code permettent de gérer les principales commandes.

## Contraintes
Cette technologie coûte cher et ne s'adresse pas aux particuliers. 
Le résultat est très peu interactif. On peut faire tourner dans tous les sens une modélisation 3D d'un objet sur un écran c'est à peu près tout ce qu'on peut bien faire.

## Un certain succès
Deux ans après sa création, en 1999, MetaCreations décide d'investir massivement dans MetaStream. En effet, plusieurs entreprises ont rencontré un vif intérêt à travailler avec MetaCreations car la technologie mise au point était parfaite pour les sites internet. Le résultat est très réaliste et les fichiers sont suffisamment légers pour ne pas être contraignants avec le web de l'époque et son débit lamentable. Plusieurs grosses entreprises ont donc fait confiance cette solution, notamment Sony, sur leur site web, lorsque les ordinateurs portables Vaio sont sortis.
L'intégration de Metastream a été également privilégiée pour 3D Studio Max ainsi que Microsoft en 1998.
Cette technologie avait été pésentée pour normalisation au W3C sous le nom de X3D.
Elle a directement inspiré le Viewpoint Media Player (en).